# やまや
株式会社やまや（英: YAMAYA CORPORATION）は、酒類・食品・飲料などを発売する小売店チェーンの一つ。
イオンの持分法適用関連会社で、出資比率19.11%。
酒類販売店チェーンとしては最大手である。
2022年（令和4年）4月4日に東京証券取引所の市場区分の見直しに伴って第1部からスタンダード市場に移行した。

## 概要
1952年（昭和27年）3月10日に「やまや商店」として山内寧子が「よろづや」を開いたのが始まりである。
1960年（昭和35年）に山内英房が家業に戻る形で携わるようになり、酒類のみならず、日用雑貨から家電製品まで幅広く取り扱うようになった。
その一環で、テレビなどの家電製品をホテル向けにリースする事業を日本で初めて手掛けた。
1970年（昭和45年）11月26日に資本金50万円で株式会社やまやを設立して法人化した。
しかし、事業拡大により資金繰りに窮するようになったことから1971年（昭和46年）に酒販店に事業を集約した。
そして、20坪で売上高約1億2000万円と酒販店としては良い業績を上げるようになったものの、人手不足と配達経費の負担に加えて、売掛比率が約8割を占める状態となった。
そこで、経営合理化を目指して現金による店頭販売に一本化することとし、1981年（昭和56年）7月に酒類のディスカウント販売を開始して、3年間で配達と掛売を全廃することに成功した。
また、仕入先からのバックマージンも含めて売価に反映させる方針を採っていたことから、安さが評判となって売上が伸び、売上拡大によって仕入れ条件が改善して、さらに他店との価格差が広がる循環が生まれ、急激に売上を伸ばすことになった。
その結果、1984年（昭和59年）には売上高約20億円に達した。
しかし、この安売り戦略の影響で出荷停止されたため、その度毎に新たな仕入先から調達するようにしていたが、最終的には宮城県内での仕入れが困難となった。
そのため、仕入先を北海道から九州までの全国各地に広げることになり、各産地から自社で仕入れることで、地酒・地ワイン・地ウィスキーなどの品揃えは大手問屋を凌ぐほどとなった。
また、1985年（昭和60年）にカリフォルニア州のワイン「カルロ・ロッシ」を輸入したのを皮切りに、ワインの直輸入を開始した。
仕入先の開拓から輸入手続や輸送まで自社で担う形で、
1986年（昭和61年）4月に2号店として仙台店を開店してチェーン展開を始めた。
また、同年10月には通信販売の全国展開を開始した。
1988年（昭和63年）8月には、塩竈市新浜町の倉庫で保税免許を取得し、自社での輸入通関業務を開始した。
1989年（平成元年）2月に当社が中心となって酒のディスカウントストアの全国組織として「みちのく会」を結成し、同年3月には見龍と業務提携してプライベートブランドの清酒「宮城野」を発売した。
1991年（平成3年）5月に中井酒販との共同出資により北陸やまや株式会社を設立し、同年7月に塩竈市新浜町1-11-19に本社社屋及び本社倉庫を新築して移転し、同年10月に本社倉庫の保税免許を取得した。
1992年（平成4年）1月に竹田酒販株式会社を買収して子会社化し、1993年（平成5年）1月に業務提携した合資会社大勘酒造店を同年5月に買収して子会社化し、
その間の同年4月に花心酒造株式会社を設立した。
同年10月に東京・池袋に池袋店を開店して首都圏に進出し、1994年（平成6年）8月15日に宮城県内のショッピングセンターとホームセンターに初のテナント出店を行い、大規模小売店舗法の規制緩和に伴って厳しくなる従来の郊外ロードサイドでの単独店舗以外での出店を進めた。
1996年（平成8年）2月にクレジットカード「やまやクレジット」の会員募集を開始し、同年3月20日に新潟県に進出した。
また、欧米の優れた冷凍食品の輸入を強化して冷凍食品売り場を拡充するため、同年4月に宮城県大和町に大和物流センターを開設した。
同年5月にイオングループの宮城ウエルマート株式会社から「ウエルマート」を10店舗譲受し、5店舗を「やまや」に業態転換して、5店舗をウエルマートのまま営業を承継した。
また、花心酒造株式会社は同年1月に大和蔵酒造株式会社へ商号変更し、同年7月に合資会社大勘酒造店を吸収合併した。
1997年（平成9年）4月25日にワイン専門店として池袋西口店を開店し、同年5月に横浜税関から通関許可証を取得した。
同年9月にジャスコから譲受した奈良県の5店舗の小型食品スーパーを業態転換して近畿地方に進出し、同年愛知県と富山県に進出した。
その間の同年7月に竹田酒販株式会社はタイワ株式会社に商号を変更し、1998年（平成10年）7月に同社が横浜税関から輸入酒類販売免許を取得した。
また、同月にはジャスコとの共同出資により株式会社ワイジェーを設立している。
1999年（平成11年）2月にジャスコから全株式を譲受して株式会社やまやジャスコと株式会社ワイジェーを完全子会社化し、同年11月に当社の輸入酒類卸売部門をタイワ株式会社に譲渡した。
2008年（平成20年）10月1日に楽市株式会社が株式会社前田の酒類等小売事業を吸収分割し、49店舗の酒類・食品小売り事業を承継した。
2009年（平成21年）5月1日に「株式会社スピード」から21店舗が吸収分割により「スピード株式会社」に承継され、同日に「スピード株式会社」は大阪府箕面市に本社を移転して21店舗の営業を開始した。
そして、同月11日にグループ3社が共同利用する近畿地区の物流拠点として、摂津市鳥飼に大阪フロント・ディストリビューション・センターを開設した。
2013年（平成25年）12月12日にチムニー株式会社の発行済み株式の49.1%を追加取得して50.7%を保有する様になり、同社を子会社化した。
2016年（平成28年）5月にWAONとSuicaなど交通系電子マネーの全店での取扱を開始し、同年11月にdポイントの取扱を開始した。
2018年（平成30年）11月30日につぼ八の株式の53.8%を、チムニーが34.0%を取得し、同社を子会社化した。
2019年（令和元年）6月4日に「やまや北陸株式会社」を「やまや東日本株式会社」に商号を変更し、同年10月1日に「株式会社やまや」と「やまや東日本株式会社」の198店舗を「やまや東日本株式会社」へ吸収分割し、当社は子会社への商品供給事業のみに特化した。
インターネットで事前注文した商品を自動車で来店して受け取る「やまやドライブスルー」サービスの提供を、2020年（令和2年）12月に「やまや」全店舗で開始した。
2022年（令和4年）4月4日に東京証券取引所の市場区分の見直しに伴って第1部からスタンダード市場に移行した。

## 沿革
- 1952年（昭和27年）3月10日[5] - 現会長・山内英房の母である山内寧子が宮城県塩竈市新浜町に「やまや商店」を創業。
- 1970年（昭和45年）11月26日[3] - 資本金50万円で株式会社やまやを設立して法人化した[広報 12]。
- 1981年（昭和56年）7月 - 酒類のディスカウント販売を開始[6]。
- 1985年（昭和60年） - 洋酒の輸入販売を開始。
- 1986年（昭和61年）
  - 4月 - 仙台店を開店[13]。
  - 10月 - 通信販売の全国展開を開始[広報 12]。
- 1988年（昭和63年）8月 - 塩竈市新浜町の倉庫で保税免許を取得し、自社での輸入通関業務を開始[広報 12]。
- 1989年（平成元年）
  - 2月 - 当社が中心となって酒のディスカウントストアの全国組織として「みちのく会」を結成[14]。
  - 3月 - 見龍と業務提携してプライベートブランドの清酒「宮城野」を発売[広報 12]。
- 1991年（平成3年）
  - 5月26日 - 中井酒販との共同出資により北陸やまや株式会社を設立。
  - 7月 - 塩竈市新浜町1-11-19に本社社屋及び本社倉庫を新築して移転[広報 12]。
  - 10月 - 本社倉庫の保税免許を取得[広報 12]。
- 1993年（平成5年）
  - 4月 - 花心酒造株式会社を設立[広報 12]。
  - 10月 - 東京・池袋に池袋店を開店し、首都圏に進出[15]。
- 1994年（平成6年）
  - 9月14日 - 日本証券業協会に株式を店頭登録[1][2]。
  - 10月28日[27] - ジャスコ（現在のイオン）の業務委託で江刺店を開店[21]。
  - 11月 - ジャスコ（現在のイオン）と資本および業務提携[23][28]。
- 1995年（平成7年）
  - 2月 - ジャスコと折半出資で株式会社やまやジャスコを設立[23]。
  - 3月31日 - イオングループの「ロックショッピングタウン酒田」に出店[29]。
- 1996年（平成8年）
  - 2月 - クレジットカード「やまやクレジット」の会員募集を開始[18]。
  - 3月20日[19] - 新潟県に進出[20]。
  - 4月[22] - 宮城県大和町に大和物流センターを[21]開設[22]。
  - 5月 - イオングループの宮城ウエルマート株式会社から「ウエルマート」を10店舗譲受し、5店舗を「やまや」に業態転換して、5店舗をウエルマートのまま営業を承継[23]。
  - 8月22日 - 従業員が労働組合「やまやユニオン」結成[広報 25]。
- 1997年（平成9年）
  - 4月25日 - ワイン専門店として池袋西口店を開店[24]。
  - 5月 - 横浜税関から通関許可証を取得[広報 12]。
  - 7月 - 竹田酒販株式会社はタイワ株式会社に商号を変更[広報 12]。
  - 9月 - ジャスコから奈良県の5店舗の小型食品スーパーを譲受して業態転換し、近畿地方に進出[25]。
  - 愛知県と富山県に進出[26]。
  - 1998年（平成10年）3月期中間決算で当期利益で赤字転落[30]。
- 1998年（平成10年）
  - 7月 - ジャスコとの共同出資により株式会社ワイジェーを設立[広報 12]。
  - 7月 - 同社が横浜税関から輸入酒類販売免許を取得[広報 12]。
- 1999年（平成11年）
  - 2月 - ジャスコから全株式を譲受し、株式会社やまやジャスコと株式会社ワイジェーを完全子会社化[広報 12]。
  - 11月 - 当社の輸入酒類卸売部門をタイワ株式会社に譲渡[広報 12]。
- 2000年（平成12年） - 100店舗達成。
- 2001年（平成13年） - 関東地方に進出。茨城県に集中出店。
- 2002年（平成14年）
  - 3月1日 - 株式会社ワイジェーを吸収合併。
  - 3月 - 東京証券取引所市場第2部に株式を上場。
  - 4月 - やまや物流株式会社を設立[広報 12]。
  - 5月 - 株式会社名柄本店の株式55.3%を取得して子会社化して、広島県に進出[31]。
  - 9月 - タイワ株式会社をやまや商流株式会社へ商号を変更[広報 12]。
  - 10月 - 茨城県猿島郡五霞町に関東物流センターを開設[広報 12]。
- 2003年（平成15年）
  - 4月 - 広島県東広島市西条町に広島物流センターを開設[広報 26]。
  - 8月1日 - 株式会社名柄本店と北陸やまや株式会社を吸収合併[32]。やまや商流株式会社がやまや物流株式会社を吸収合併[32]。
- 2004年（平成16年）
  - 3月1日 - 東京証券取引所市場第1部に指定[広報 27]。
  - 12月 - 滋賀県坂田郡米原町に関西物流センターを開設[広報 12]。
- 2005年（平成17年）7月 - 仙台市に本社機能の一部を移転[広報 26]。
- 2006年（平成18年）
  - 6月 - 本店を仙台市宮城野区榴岡3-7-35損保ジャパン仙台ビルに移転[広報 28]。
  - 7月 - イオンとの共同出資によりコルドンヴェール株式会社を設立[広報 29]（当社出資比率49%[広報 30]）。
  - 11月 - やまやロジスティクス株式会社を設立[広報 29]。
- 2008年（平成20年）
  - 7月24日 - 近畿地方で『酒の楽市』を運営していた株式会社前田（本社・大阪府池田市。2008年2月に経営破綻し、民事再生法の適用を申請）の事業を継承し、やまやが100%出資の子会社『楽市株式会社』（本社・大阪府箕面市）を設立。同年10月1日に吸収分割が実施された。
  - 10月1日 - 楽市株式会社が株式会社前田の酒類等小売事業を吸収分割[広報 13]。
  - 11月 - 酒類ディスカウントストアの「スピード」の酒小売店事業を継承することを目的として、100%出資子会社「スピード株式会社」を設立[33]。
- 2009年（平成21年）
  - 5月1日[広報 15] - 「株式会社スピード」から21店舗が吸収分割により「スピード株式会社」に承継され[広報 14]、「スピード株式会社」は大阪府箕面市に本社を移転して[広報 16]21店舗の営業を開始[広報 17]。
  - 5月11日 - 摂津市鳥飼に大阪フロント・ディストリビューション・センターを開設[広報 17]。
- 2010年（平成22年）
  - 1月1日 - 楽市株式会社がスピード株式会社を吸収合併し、商号を「やまや関西株式会社」へ商号を変更[広報 31]。
  - 4月1日 - 「やまや商流株式会社」が「やまやロジスティクス株式会社」を吸収合併[広報 31]。
- 2012年（平成24年）
  - 10月1日 - やまや北陸株式会社が富山県富山市で『酒のだいじん』を3店舗運営していた大仁酒造株式会社（2012年7月に経営破綻し、民事再生法の適用を申請）の酒販事業を譲受[34][35]。
  - 10月1日 - 福岡県および山口県で『びっくり酒店』を12店舗運営していた明治屋産業（本社・福岡県福岡市博多区）の酒類販売事業を譲受[36][37]。
- 2013年（平成25年）
  - 3月 - 通販サイト「やまや宅配」をリニューアルオープン。
全国各拠点のやまや業務店が行っている酒類配達と、ギフト品の販売を主に行っていた既存通販サイトが統合され大型通販宅配サイトとしてリニューアルオープンした。
  - 12月12日 - チムニー株式会社の発行済み株式の49.1%を追加取得して50.7%を保有する様になり、同社を子会社化した[広報 18]。
- 2014年（平成26年）3月 - インターネットショッピングモール楽天市場に「やまや宅配楽天市場店」オープン。
- 2015年（平成27年）3月 - NTTドコモが運営するdショッピングに酒類販売カテゴリをオープン。
- 2016年（平成28年）
  - 3月 - 世界のワイン専門通販サイト やまやワインセレクションをオープン。
  - 5月 - WAONとSuicaなど交通系電子マネーの全店での取扱を開始[広報 19]。
  - 11月 - dポイントの取扱を開始[広報 19]。
- 2018年（平成30年）
  - 7月10日 - 2018年3月31日時点の株主数が2000人未満のため、東京証券取引所から東京証券取引所市場第二部への指定替えに係る猶予期間入り（2018年4月1日〜2019年3月31日）の指定を受ける[38]。
  - 10月10日 - 株主数が2000人を超えたため、東京証券取引所から東京証券取引所市場第二部への指定替えに係る猶予期間入りの指定を解除。同時に東京証券取引所市場第一部上場維持[39]。
  - 11月30日 - つぼ八の株式の53.8%を、チムニーが34.0%を取得し、同社を子会社化[広報 20]。
- 2019年（令和元年）
  - 6月4日 - 「やまや北陸株式会社」を「やまや東日本株式会社」に商号を変更[広報 21]。
  - 10月1日 - 「株式会社やまや」と「やまや東日本株式会社」の198店舗を「やまや東日本株式会社」へ吸収分割し、当社は子会社への商品供給事業のみに特化[広報 22]。
- 2022年（令和4年）4月4日 - 東京証券取引所の市場区分の見直しに伴って第1部からスタンダード市場に移行[広報 11]。
- 2024年（令和6年）
  - 4月26日 - 山梨県に初出店[40]。
  - 5月24日  -岐阜県に初出店[41]。

## 店舗展開
2024年7月現在、北海道・長野県・和歌山県・山陰2県・四国全県・福岡県以外の九州全県・沖縄県には出店していない。

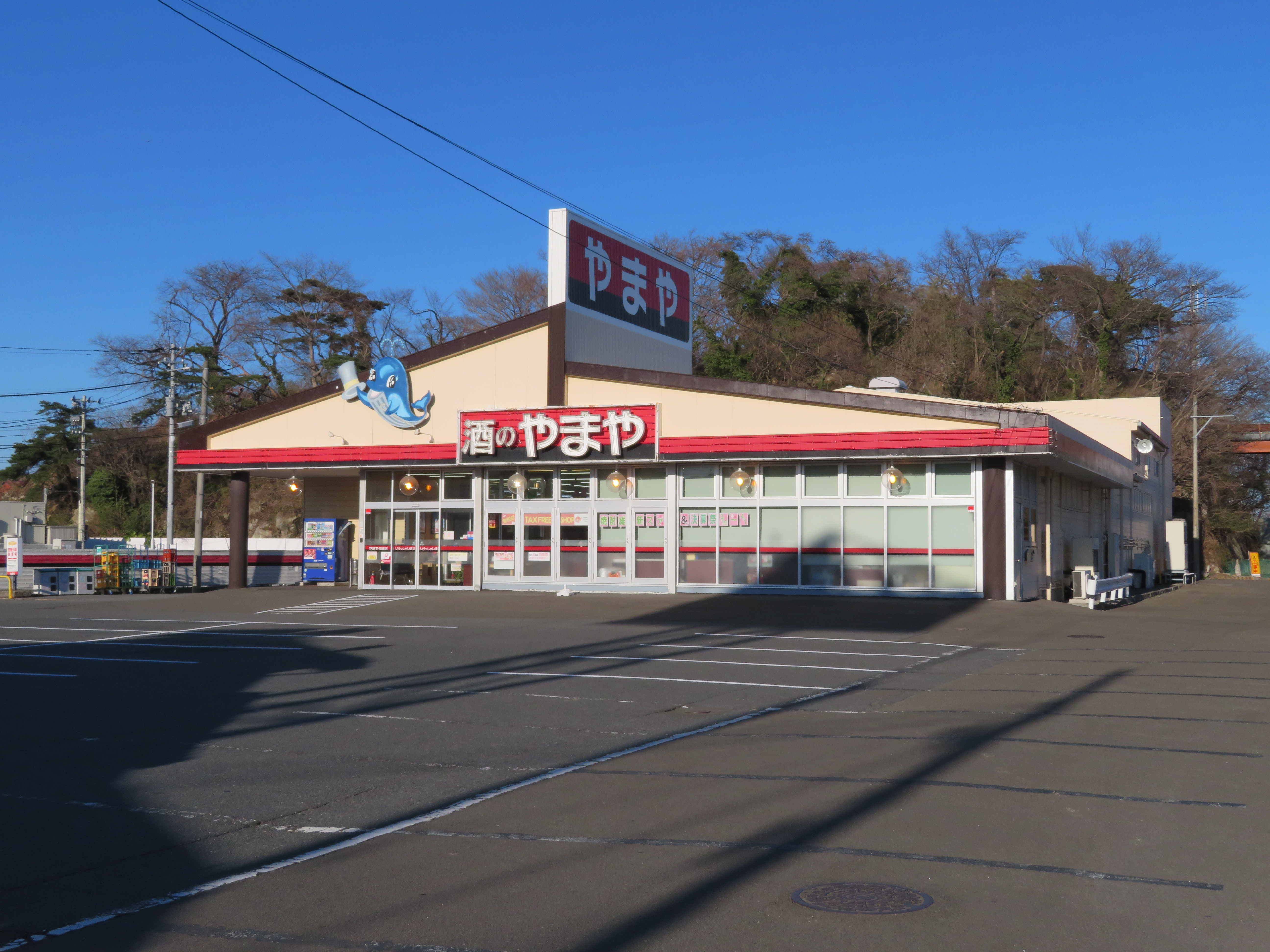
やまや塩釜店（宮城県塩竈市）
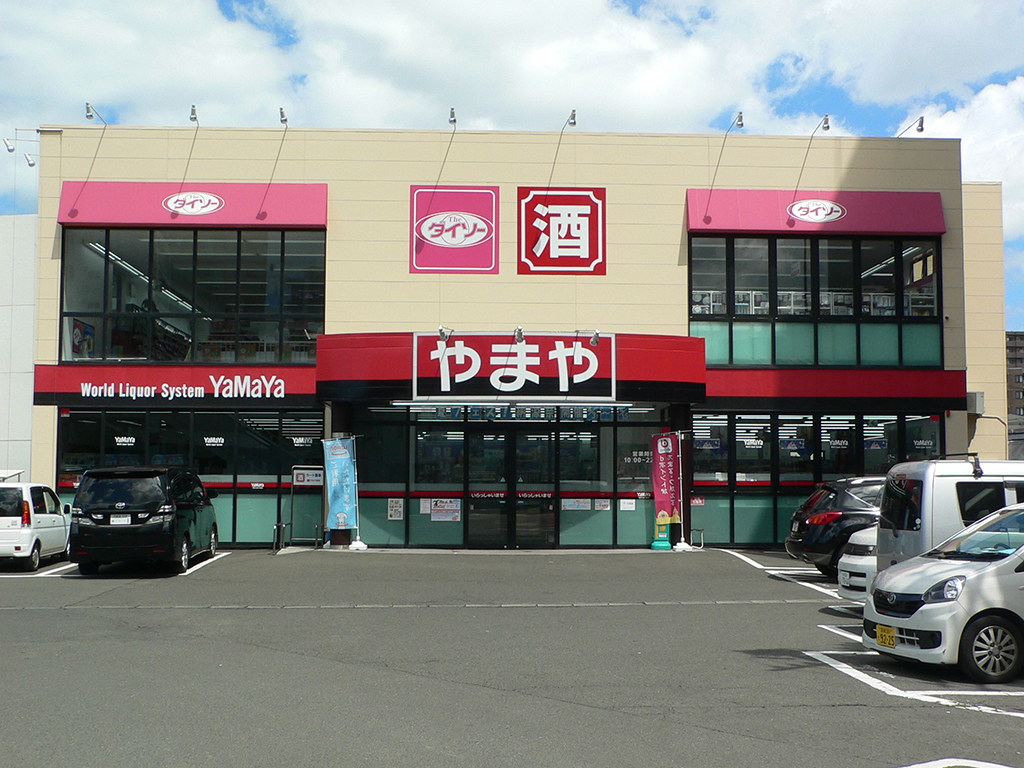
やまや小田原店（宮城県仙台市宮城野区）
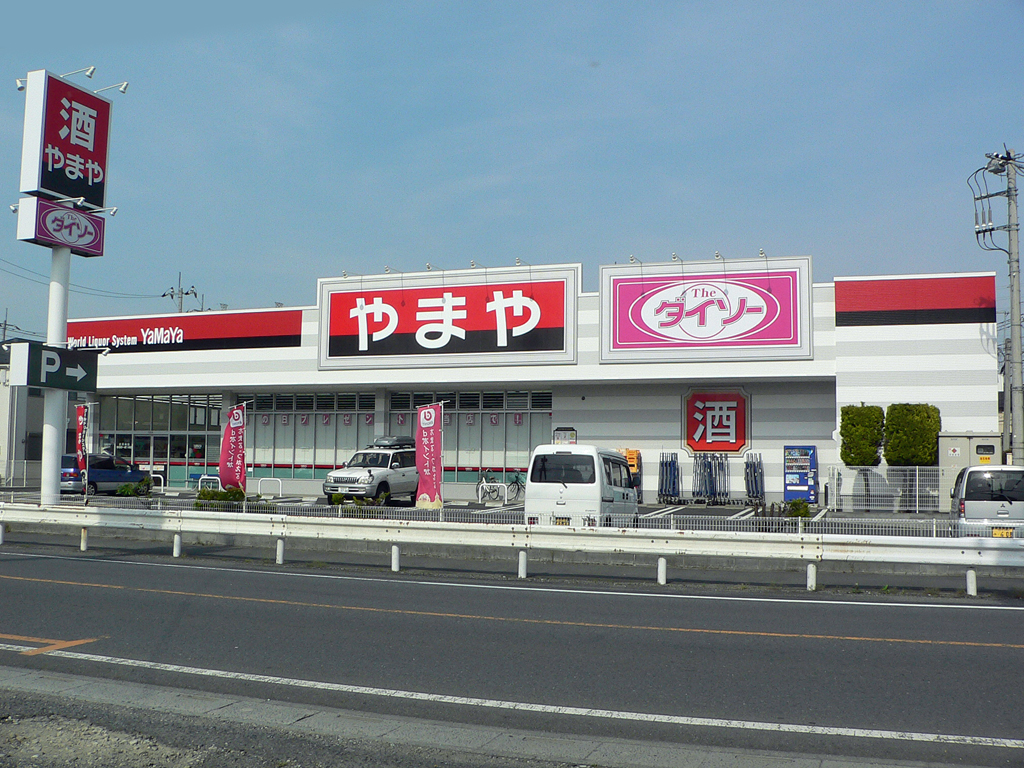
やまや草加柳島店（埼玉県草加市）
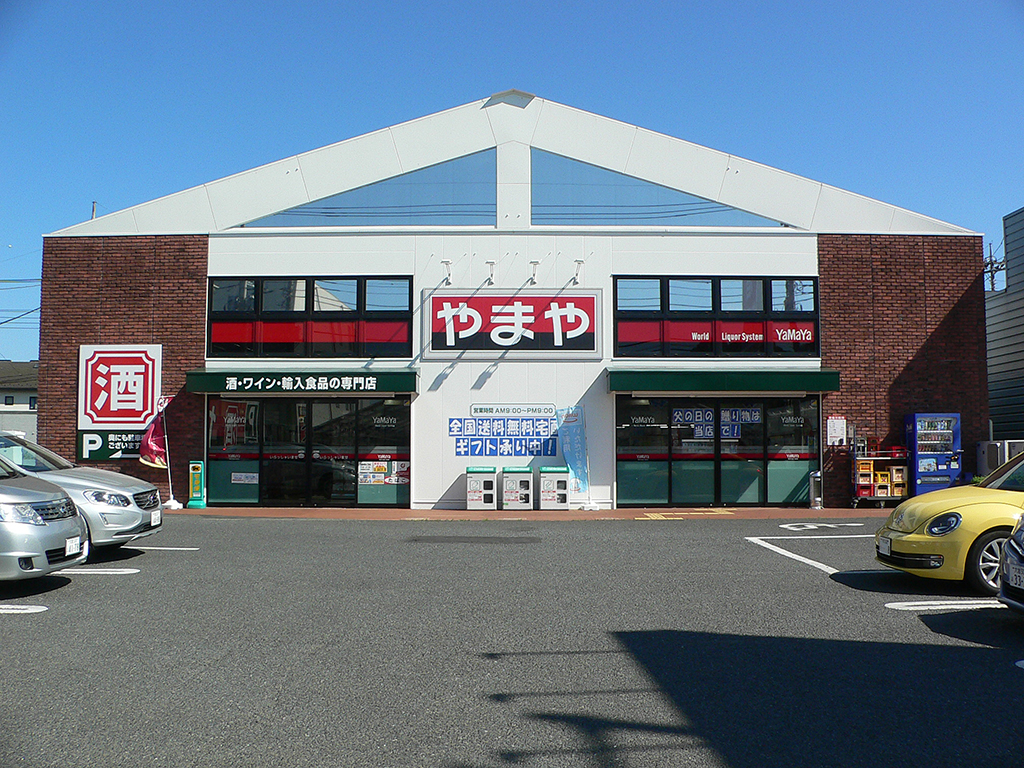
やまや大宮大和田店（埼玉県さいたま市見沼区）
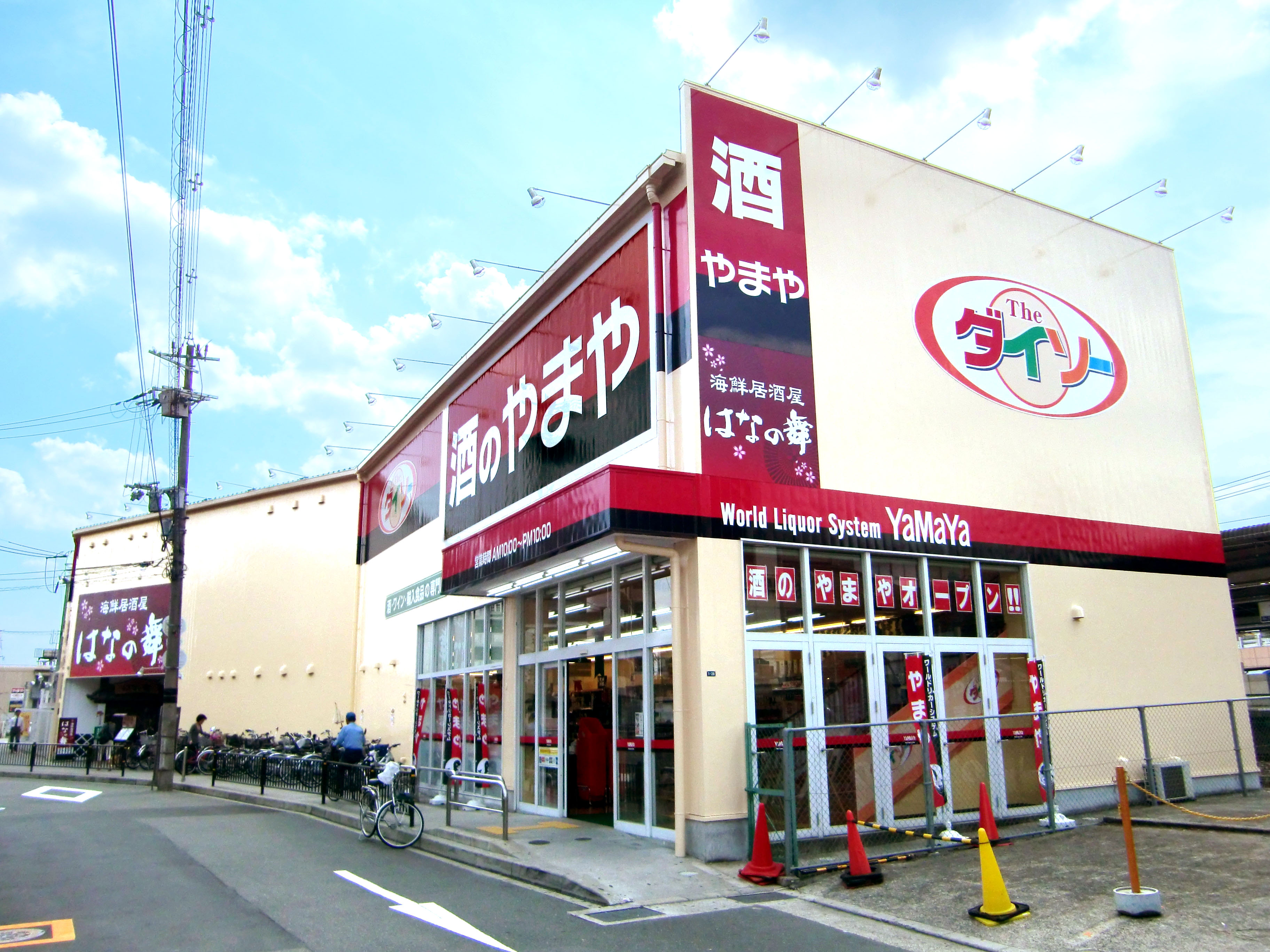
やまやJR茨木駅前店（大阪府茨木市）

## マスコットキャラクター
- 潮を吹く鯨があしらわれている[10]。

#### 広報資料・プレスリリースなど一次資料
1. ↑  『第54期 有価証券報告書』 やまや、2024年6月20日。pp1
2. ↑  『第54期 有価証券報告書』 やまや、2024年6月20日。pp31
3. 1 2 3 4 5 6  『第54期 有価証券報告書』 やまや、2024年6月20日。pp3
4. ↑  『第54期 有価証券報告書』 やまや、2024年6月20日。pp25
5. 1 2 3 4 5  『第54期 有価証券報告書』 やまや、2024年6月20日。pp2
6. ↑  『第54期 有価証券報告書』 やまや、2024年6月20日。pp17
7. ↑  『第54期 有価証券報告書』 やまや、2024年6月20日。pp41
8. 1 2  『第54期 有価証券報告書』 やまや、2024年6月20日。pp27
9. 1 2 3  『第54期 有価証券報告書』 やまや、2024年6月20日。pp7
10. ↑  『第54期 有価証券報告書』 やまや、2024年6月20日。pp8
11. 1 2 3  『第52期 有価証券報告書』 やまや、2022年6月23日。pp4
12. 1 2 3 4 5 6 7 8 9 10 11 12 13 14 15 16 17 18 19 20 21 22 23 24 25 26 27 28  『第36期 有価証券報告書』 やまや、2006年6月29日。pp3
13. 1 2  『第39期 有価証券報告書』 やまや、2009年6月26日。pp11
14. 1 2 3  『第39期 有価証券報告書』 やまや、2009年6月26日。pp3
15. 1 2  『第39期 有価証券報告書』 やまや、2009年6月26日。pp4
16. 1 2  『第39期 有価証券報告書』 やまや、2009年6月26日。pp6
17. 1 2 3 4  『第39期 有価証券報告書』 やまや、2009年6月26日。pp13
18. 1 2  『第44期 有価証券報告書』 やまや、2014年6月26日。pp9
19. 1 2 3  『第47期 有価証券報告書』 やまや、2017年6月27日。pp8
20. 1 2  『第49期 有価証券報告書』 やまや、2019年6月26日。pp13
21. 1 2  『第49期 有価証券報告書』 やまや、2019年6月26日。pp7
22. 1 2  『第50期 有価証券報告書』 やまや、2020年7月31日。pp8
23. ↑  『第52期 有価証券報告書』 やまや、2022年6月23日。pp9
24. ↑  『第51期 有価証券報告書』 やまや、2020年6月25日。pp4
25. ↑  『第36期 有価証券報告書』 やまや、2006年6月29日。pp7
26. 1 2  『第36期 有価証券報告書』 やまや、2006年6月29日。pp4
27. ↑  『第34期 有価証券報告書』 やまや、2004年6月29日。pp8
28. ↑  『第36期 有価証券報告書』 やまや、2006年6月29日。pp1
29. 1 2  『第37期 有価証券報告書』 やまや、2007年6月28日。pp4
30. ↑  『第37期 有価証券報告書』 やまや、2007年6月28日。pp6
31. 1 2  『第40期 有価証券報告書』 やまや、2010年6月25日。pp8